# Münchsmühle (Pyrbaum)
Münchsmühle ist ein Gemeindeteil des Marktes Pyrbaum im Landkreis Neumarkt in der Oberpfalz in Bayern.

## Geographie
Die Einöde liegt auf einer Waldlichtung, in einer leichten Senke, etwa 2,5 km südwestlich von Pyrbaum. Im Süden führt der Finsterbach durch das Gelände, der davor und danach einige Weiher speist. Die nach Pyrbaum verlaufende Kreisstraße NM 6 führt an dem Ort vorbei.

## Geschichte
Münchsmühle war ein Gemeindeteil der Gemeinde Oberhembach. Diese schloss sich am 1. Oktober 1970 mit einigen anderen zur Gemeinde Pyrbaum zusammen.